# Al-Ašraf Musa
Al-Ašraf Muzafar ad-Din Musa (arabsko الأشرف مثفر الدين موسى) je bil zadnji, čeprav samo naslovni, ajubidski sultan Egipta, ki je vladal  kot marioneta Iz ad-Dina Ajbaka, * ni znano, †po 1254. 

## Poreklo
Družinsko poreklo al-Ašrafa Muse ni povsem jasno. 
Lahko bi bil potomec  al-Ašrafa Muse  Saladina in pravnuk alepskega emirja az-Zahirja Gazija,  ki se je boril proti al-Adilu za prevlado v domenah Ajubidov. Njegov stari oče, az-Zahirjev sin al-Aziz Mohamed, je bil tudi emir Alepa, medtem ko je bil njegov oče an-Nasir Jusuf emir Alepa in kasneje Damaska. Če je  bilo temu tako, je bil al-Ašraf Musa naslovni vodja vlade v Egiptu, ki se je borila proti njegovemu očetu. 
Po drugih virih je bil sin Jusufa in vnuk al-Masuda Jusufa. Al-Masud Jusuf, sin egiptovskega sultana al-Kamila, je bil zadnji ajubidski vladar Jemna. Potem ko so bili ajubidski vladarji izgnani iz Jemna, se je njegova družina preselila v Kairo. 

## Pristop na prestol
Ajubidska vladavina v Egiptu se je dejansko končala leta 1250, ko so mameluki umorili al-Muazama Turanšaha. Po njegovi smrti je kratek čas kot sultanka vladala Šadžar al-Dur, a je oblast kmalu predala možu Iz ad-Dinu Ajbaku. Umor Turanšaha je pomenil, da so mameluki zavladali v Egiptu, medtem ko sta Palestina in Sirija ostali pod oblastjo Ajubidov. Mameluška vladavina v Egiptu ni bila zanesljiva. V Damask je bil povabljen Ajubid an-Nasir Jusuf, vladar Alepa, in začel priprave za invazijo na Egipt, kjer bi se sam razglasil za sultana. Mameluki so se zavedali, da bo an-Nasir, če bo prišel v Egipt, dobil dovolj podpore, da ogrozi njihovo oblast. Zato so se odločili, da bi bilo modro imeti v Kairu na oblasti nominalnega ajubidskega sultana, ki bi dal državi videz legitimnosti. Ajbak je po manj kot tednu dni odstopil s položaja sultana, namesto njega pa je bil za sultana razglašen šestletni al-Ašraf Musa.

## Odstavitev
Napadi an-Nasirja Jusufa na Egipt so bili odbiti in leta 1253 je bil dosežen dogovor, po katerem se je umaknil. Egipt je ostal pod oblastjo mamelukov. 
Leta 1254 se je pojavila nova morebitna grožnja Ajbakovi vladavini, ko je Faris ad-Din Aktaj, vodja bahrijskih mamelukov, zaprosil za dovoljenje, da se s svojo bodočo ženo, ki je bila sestra ajubidskega vladarja al-Malika al-Mansurja iz Hame, preseli v Kairsko citadelo. Ajbak je zaslutil, da bo Aktaj svojo poroko izkoristil za legitimiranje svojega položaja sultana, zato ga je dal umoriti. Po njegovi smrti se je Ajbak odločil, da bo vladal sam, in kot tak ne bo več potreboval zaslombe titularnega ajubidskega sultana. Al-Ašrafa Muso je odstavil in ga poslal nazaj živet k teti, potem pa se je drugič razglasil za sultana.